# Pycnomerus lucida
Pycnomerus lucida es una especie de coleóptero de la familia Zopheridae.

## Distribución geográfica
Habita en Bután.